# ضیاآباد (شازند)
ضیاآباد (شازند)، روستایی از توابع بخش مرکزی شهرستان شازند در استان مرکزی ایران است.

## جمعیت
این روستا در دهستان آستانه قرار دارد و براساس سرشماری مرکز آمار ایران در سال ۱۳۸۵، جمعیت آن ۶۲۱ نفر (۱۴۱خانوار) بوده‌است.
روستای ضیاآباد که در گذشته نامشده سفید بوده تولید کننده یکی از بهترین نوع انگور در ایران بوده و دارای باغهای فراوان انگور می باشد که به دلیل نوع خاک کوهپایه های این روستا دارای کیفیتی بی نظیر است.